# Karwinskia subcordata
Karwinskia subcordata là một loài thực vật có hoa trong họ Táo. Loài này được Schltdl. mô tả khoa học đầu tiên năm 1841.